# Imazamox
Imazamox ist eine chemische Verbindung und wird in der Landwirtschaft als Herbizid eingesetzt. Es zählt zur Stoffgruppe der Imidazolinone.

## Verwendung
Produkte mit dem Wirkstoff Imazamox werden als Nachauflauf-Herbizid im Ackerbau verwendet. Es eignet sich zur Bekämpfung von Unkräutern im Rapsanbau. Obwohl Raps selbst ein Kreuzblütengewächs ist, wird es gegen andere Kreuzblütengewächse, die Unkräuter sind, eingesetzt. Dabei sind die angebauten Rapssorten mit Resistenzen gegen Imazamox ausgestattet, um nicht selbst angegriffen zu werden.
Weitere Unkräuter im Rapsanbau und Zielorganismen für die Einsetzung von Imazamox sind diverse Storchschnabelgewächse. Der Wirkstoff findet außerdem im Anbau von Hülsenfrüchten, Alfalfa und Sonnenblumen Anwendung.

## Stereochemie
Imazamox weist ein Stereozentrum auf, bildet dementsprechend zwei Enantiomere. Verwendet wird das Racemat, also ein 1:1-Gemisch aus der (S)- und (R)-Form:
| Enantiomere von Imazamox | Enantiomere von Imazamox |
| ------------------------ | ------------------------ |
| CAS-Nummer: 355838-61-8  | CAS-Nummer: 221298-64-2  |

## Wirkung
Imazamox zählt zu der HRAC-Gruppe B, den ALS-Hemmern.
Es hemmt das Enzym Acetolactat-Synthase, die innerhalb verschiedener Stoffwechselwege chemische Reaktionen enzymatisch katalysiert. Die Hemmung hat zur Folge, dass die Aminosäuren Valin, Leucin und Isoleucin von den betroffenen Geweben nicht mehr synthetisiert werden können. Das führt zum Absterben der Pflanze.

## Zulassung
Imazamox ist seit dem 1. Juli 2003 in der EU zugelassen. Die Zulassung wurde zuletzt am 21. Januar 2025 verlängert.
Pflanzenschutzmittel mit diesem Wirkstoff sind in Deutschland, Österreich und der Schweiz im Handel. Es gibt Präparate, in denen Imazamox mit Quinmerac oder Metazachlor kombiniert wird.